# Nålbrev
Nålbrev är ett mindre fodral för förvaring av nålar, brev är också en äldre förpackningsenhet för nålar 1 brev = 576 nålar.